# Wahrendorffsgatan

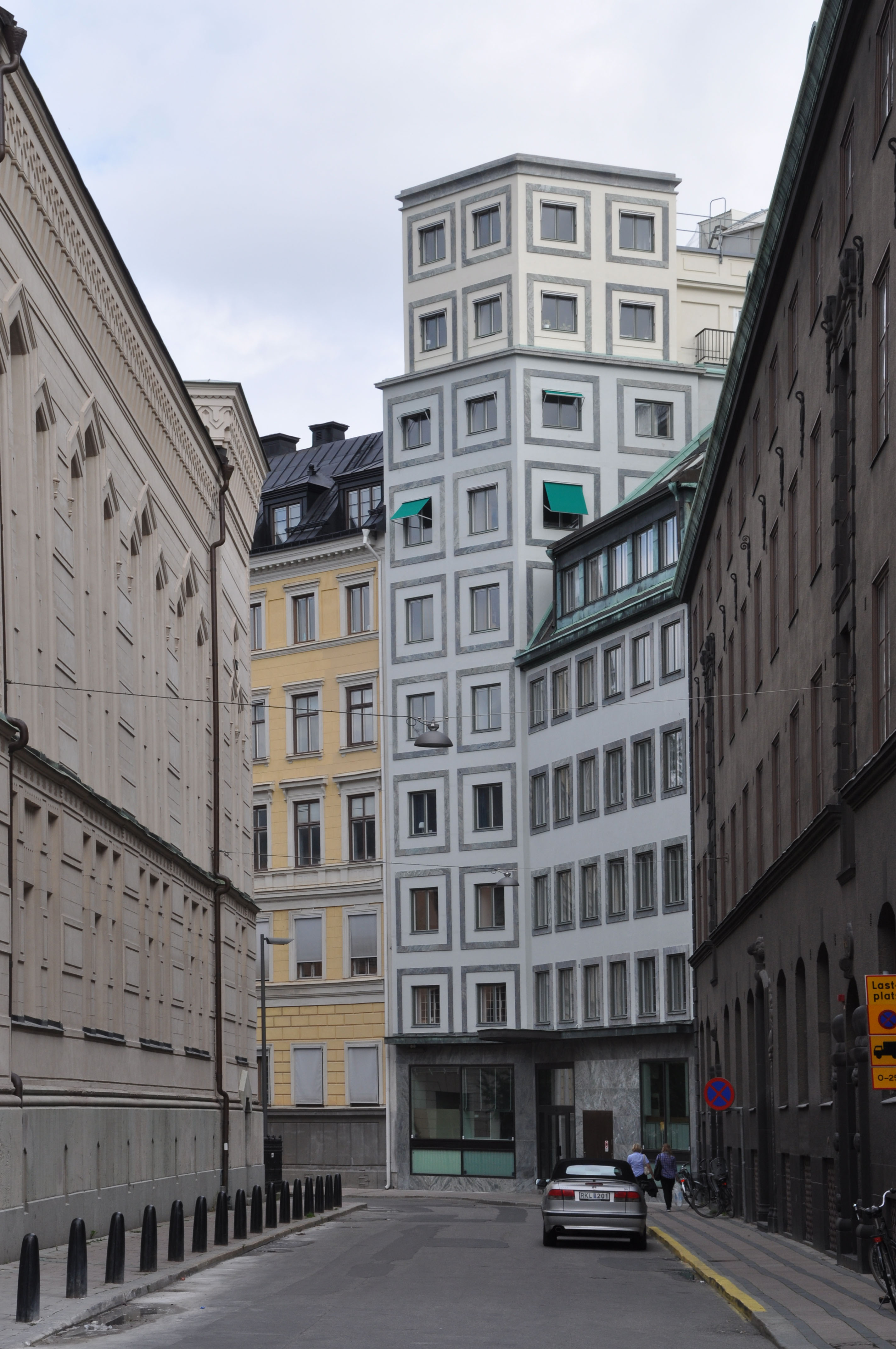
Wahrendorffsgatan sedd från Kungsträdgårdsgatan

Wahrendorffsgatan är en 150 meter lång gata som sträcker sig mellan Kungsträdgårdsgatan och Berzelii park på Norrmalm i centrala Stockholm.

## Historik
Gatan anlades ursprungligen som en privatgata, och bekostades av friherren Martin von Wahrendorff och krögaren Wilhelm Davidson. De båda herrarna var fastighetsägare i området, och gatan namngavs inofficiellt 1858. Att Wahrendorff, som var innehavare av det Wahrendorffska huset längs gatan, fick ge namn åt projektet gav upphov till samtida skämt.
| ”                              | Gatuomdöparen, af gammalt känd, nu åter gifvit folket skäl att prata, då en af Davidsson betalder gränd han oblygt nog döpt till von Wahrendorffsgata. | „ |
| – Kapten Puff, 16 oktober 1858 | |   |

Under Stockholmsutställningen 1866 i Kungsträdgården kunde den Malmska valen beskådas vid gatan. Totalt 36 482 personer hann med ett besök i valens innanmäte.
Först 1912 fastslogs namnet officiellt av Stadsbyggnadsnämndens namnberedning. Samma år påbörjades resandet av ett nytt huvudkontor för Stockholms enskilda bank, vilket kom att uppta båda sidor av gatans början. I samband med bygget revs Wahrendorffska huset och Hôtel du Nord.

## Byggnader
I byggnadernas husnummer-ordning:
| Bild | Artikelnamn                 | Wahrendorffsgatan nr | Typ (ursprunglig användning) | Kort beskrivning |
| ---- | --------------------------- | -------------------- | ---------------------------- | --- |
|      | Kungsträdgårdsgatan 10      | 1                    | Kontorsbyggnad               | Byggnaden ingick i det komplex som ritades av Ivar Tengbom för Stockholms enskilda bank, och som uppfördes åren 1912-1915. Numera huserar Jernkontoret i byggnaden.                  |
|      | Kungsträdgårdsgatan 8       | 2                    | Bankbyggnad                  | Huvudkontor för SEB. Ursprungligen uppfört för Stockholms enskilda bank 1912-1915 efter Ivar Tengboms ritningar. I byggnaden mot Arsenalsgatan låg restaurangen Kastenhof 1916-1948. |
|      | Stora synagogan i Stockholm | 3                    | Synagoga                     | Stora synagogan i Stockholm invigdes 1870, samma år som judar i Sverige fick fullständiga medborgerliga rättigheter. Byggnaden ritades av Fredrik Wilhelm Scholander.                |
|      | Judiska församlingens hus   | 3A & 3B              | Församlingshus               | Byggnaden restes 1926-1927 av Mosaiska Församlingen enligt Erik Josephsons ritningar.                                                                                                |
|      |                             | 4-6                  | Kontorsbyggnad               | Kontorsbyggnad för Stockholms enskilda bank. Arkitekt Ivar Tengbom. |
|      | Arsenalspalatset            | 8                    | Kontorsbyggnad               | Arsenalspalatset, med dess tio våningar höga modernistiska torn, markerar gatans brytning. Byggnaden uppfördes 1931-1934, och hade ritats av Björn Hedvall.                          |